# Nederland op het Eurovisiesongfestival 1971
Nederland deed mee aan het Eurovisiesongfestival 1971, dat werd gehouden in Dublin, Ierland.

## Nationaal Songfestival 1971

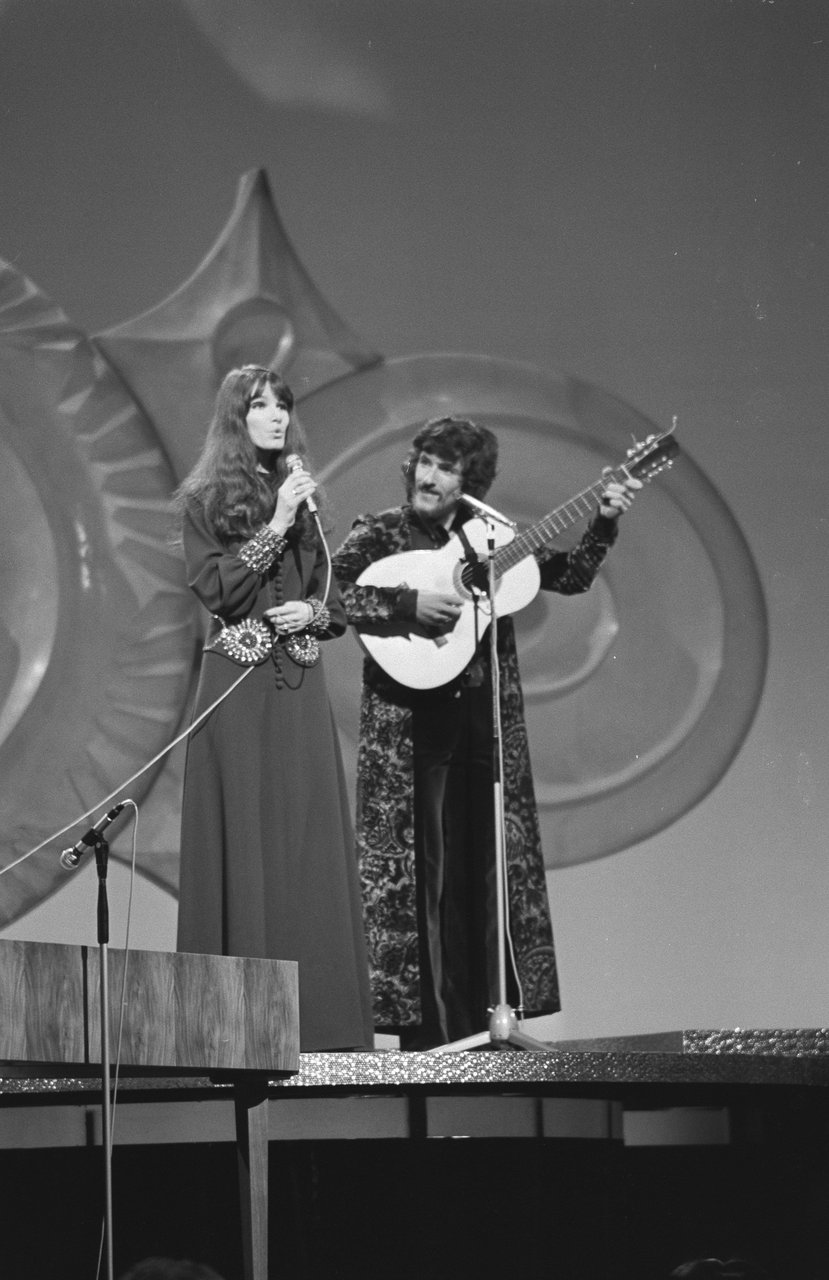
Saskia & Serge tijdens hun optreden op het Eurovisiesongfestival in Dublin.

Saskia & Serge namen in 1970 deel aan het Nationaal Songfestival. Na de uitslag van een internationale jury stond het duo op winst. Het werd echter ingehaald, toen er nog een jury van deskundigen bleek te zijn die unaniem op Hearts of Soul stemde. De uitslag leidde tot de nodige commotie. Eind 1970 werden Saskia & Serge door de werkgroep Amusement van de NOS gevraagd om Nederland in 1971 alsnog te vertegenwoordigen op het Eurovisiesongfestival. Het nummer dat zij mochten vertolken werd gekozen via het Nationaal Songfestival, dat werd uitgezonden op 24 februari door de NOS vanuit een studio in Hilversum. De uitzending werd gepresenteerd door Willy Dobbe.
Een vakjury had uit 115 ingezonden liedjes een voorselectie gemaakt van 6 nummers. De jury bestond uit: Saskia & Serge, Rine Geveke, Dolf van der Linden, Nico Knapper, Lex Karsemeyer, Benny Vreden en Warry van Kampen. Na een tv-uitzending kon het publiek stemmen door het insturen van een briefkaart. Een week later werd de uitslag bekendgemaakt, het lied Tijd had de meeste stemmen gekregen.

## In Dublin
Op 3 april vond in het Gaiety Theatre in Dublin de finale plaats van de zestiende editie van het Eurovisiesongfestival. Er deden 18 landen mee. Nederland mocht als veertiende op. Saskia & Serge werden begeleid door een orkest onder leiding van dirigent Dolf van der Linden. Pim Jacobs verzorgde voor de tv-uitzending het Nederlands commentaar.
In tegenstelling tot voorgaande jaren was de complete Internationale jury aanwezig bij het Eurovisiesongfestival. De jury bestond uit 36 leden, 2 per deelnemend land. Elk jurylid gaf ieder lied een cijfer tussen de 1 en 5, met uitzondering van de inzending van het eigen land.
Saskia & Serge eindigden met 85 punten op een gedeelde zesde plaats, samen met Family Four voor Zweden. Monaco won met 128 punten. Het winnende lied, Un banc, un arbre, une rue, werd gezongen door de Franse Séverine. Dit was de eerste en enige keer dat Monaco het festival won.

## Foto's

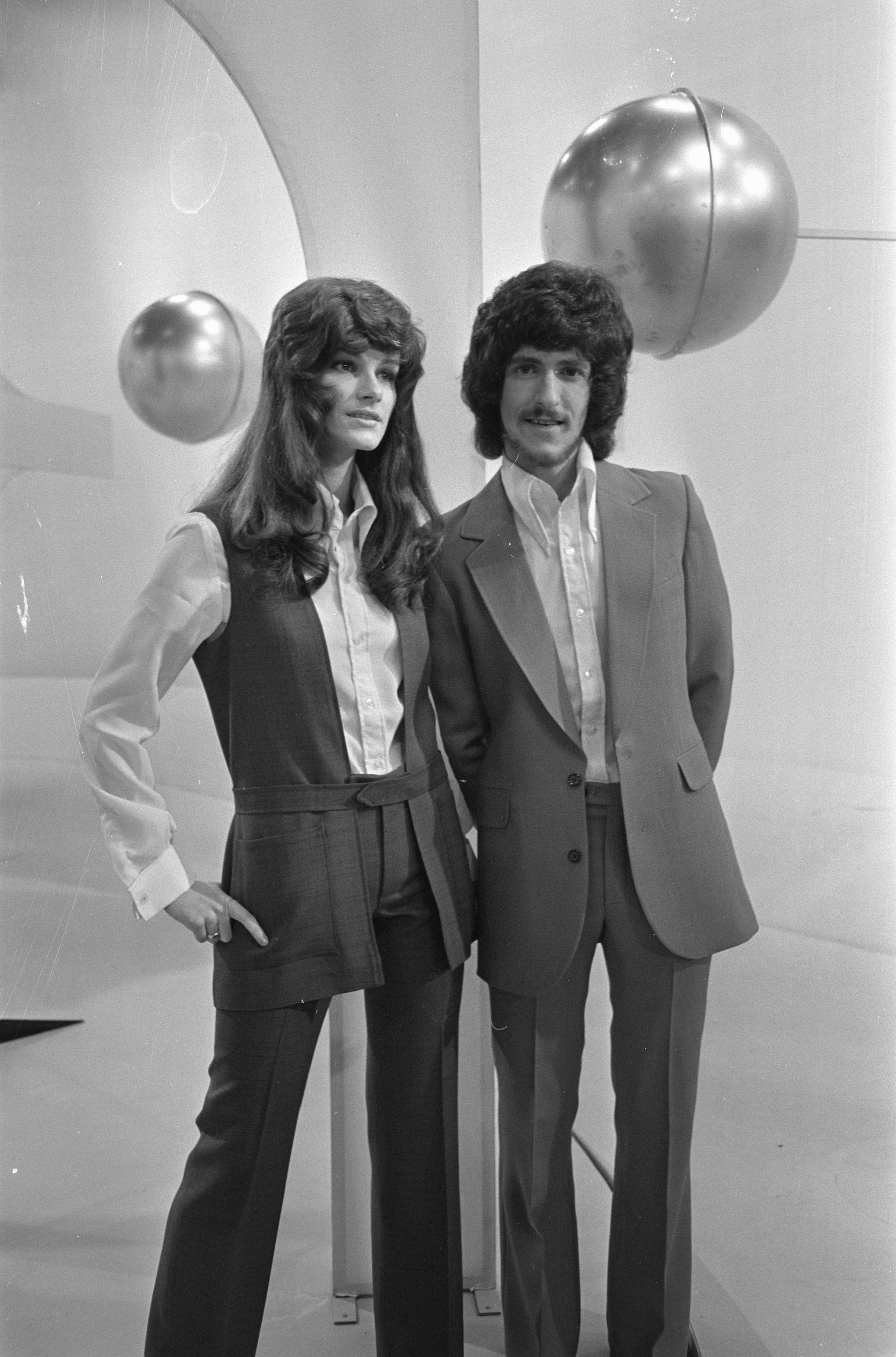
Saskia & Serge op het het podium tijdens het nationaal songfestival.
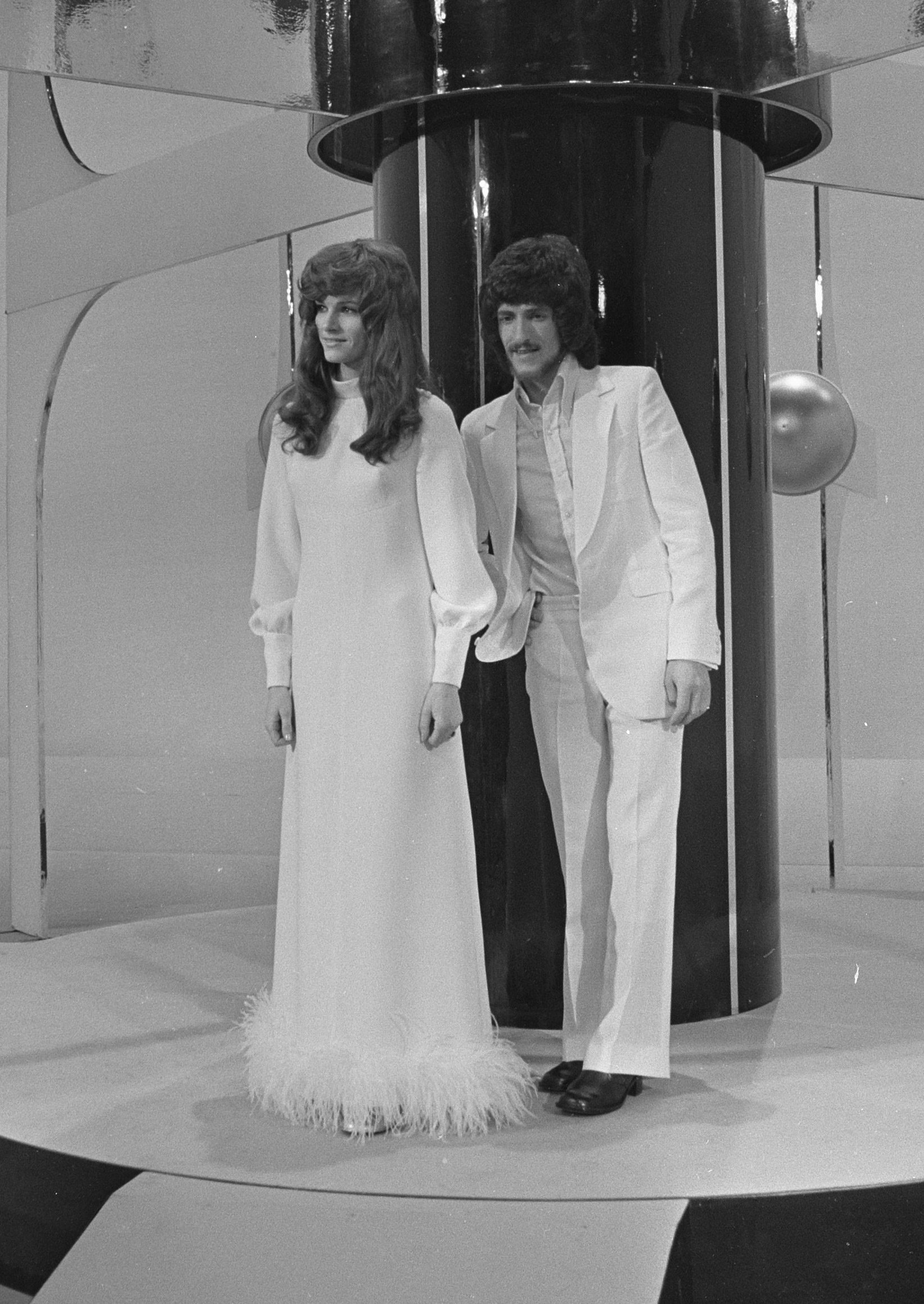
Saskia & Serge op het podium tijdens het nationaal songfestival.